# 나가타역 (사이타마현)
나가타역(일본어: 永田駅, ながたえき)은 일본 사이타마현 후카야시에 있는 지치부 철도 지치부 본선의 역이다.

## 역 구조
혼합식 승강장 2면 3선의 지상역으로 업무 위탁역이다.(관리역: 구마가야역)
역무원 근무 시간은 평일 7:00 ~ 20:00, 주말은 7:00 ~ 19:00이다.

### 승강장
| 1 | ■ 지치부 선 | 요리이・나가토로・지치부・미쓰미네구치 방면 |
| 2 | ■ 지치부 선 | 구마가야・교다시・하뉴 방면                 |

## 역 주변
- 아라카와강
- 국도 제140호선

## 역사
- 1913년 6월 1일: 영업 개시.

## 인접역
| 지치부 철도 ■ 지치부 본선 | 지치부 철도 ■ 지치부 본선 | 지치부 철도 ■ 지치부 본선        |
| ------------------------- | ------------------------- | -------------------------------- |
| 다케카와 하뉴 방면        | 보통                      | 후카야하나조노 미쓰미네구치 방면 |